# 24 Capriccio's voor viool
De 24 capriccio's voor viool, opus 1 van Niccolò Paganini, gepubliceerd in 1820, behoren tot zijn bekendste werken en worden beschouwd als de "ultieme" test voor elke violist door de extreme moeilijkheidsgraad van de stukken. Daarom is het uitvoeren van drie van deze capriccio's een verplicht onderdeel van het te spelen programma in de eerste ronde van de Koningin Elisabethwedstrijd voor viool. 
Maar weinig van Paganini's werken werden gepubliceerd tijdens zijn leven. Zijn capriccio's zijn daarvan de belangrijkste. De 24 capriccio's zijn naar alle waarschijnlijkheid gebaseerd op de wonderbaarlijke cadenza-achtige capriccio's uit de twaalf vioolconcerten van Pietro Locatelli die het L'Arte de Violino, opus 3 vormden.
In de 24 Capriccio's komen zo ongeveer alle aspecten van de viooltechniek naar voren: legato, staccato, spiccato, tremolo, harmonie, trillers, arpeggio's, toonladders en pizzicato met de linkerhand. Dit maakt dat de capriccio's ook beter te omschrijven zijn als "studies" dan simpelweg een verzameling van techniekoefeningen. Opvallend is dat ondanks alle voorgeschreven technieken, de muziek vrij melodieus blijft.
Een veelvoorkomend muzikaal element is het Perpetuum Mobile; een continue snelle stroom van noten. Dit komt duidelijk naar voor in de capriccio's nummer 1, 2, 3, 5, 10, 12, 16 en 22.

## De Capriccio's
- Nr. 1 in E-majeur (Andante); De Arpeggio
- Nr. 2 in b-mineur (Moderato)
- Nr. 3 in e-mineur (Sostenuto - presto)
- Nr. 4 in c-mineur (Maestoso)
- Nr. 5 in a-mineur (Agitati)
- Nr. 6 in g-mineur (Lento); De Triller
- Nr. 7 in a-mineur (Posato)
- Nr. 8 in Es majeur (Maestoso)
- Nr. 9 in E-majeur; ( Allegretto) De Jacht
- Nr. 10 in g-mineur (Vivace)
- Nr. 11 in C-majeur Andante - presto
- Nr. 12 in As majeur (Allegro)
- Nr. 13 in Bes majeur (Allegro); De Lach van de Duivel
- Nr. 14 in Es majeur (Moderato)
- Nr. 15 in e-mineur (Posato)
- Nr. 16 in G-majeur (Presto)
- Nr. 17 in Es majeur (Sostenuto - andante)
- Nr. 18 in C-majeur (Correcte - allegro)
- Nr. 19 in Es majeur (Lento - Allegro assai)
- Nr. 20 in D-majeur (Allegretto)
- Nr. 21 in A-majeur (Amoroso - presto)
- Nr. 22 in F-majeur (Marcato)
- Nr. 23 in Es majeur (Posato)
- Nr. 24 in a-mineur (Thema met variaties; quasi presto)

## Capriccio nr. 24
Capriccio nr. 24 in a-mineur is de laatste capriccio geschreven door Paganini. Het is tegelijkertijd de meest bekende. De capriccio, bestaande uit een thema, 11 variaties en een finale, wordt beschouwd als het meest veeleisende stuk ooit geschreven voor de viool. Een aantal vereiste technieken is het beheersen van pizzicato met de linkerhand, het spelen van parallelle octaven, het snel verwisselen tussen vele intervallen, het extreem snel spelen van toonladders, hoge posities en het snel overgaan van snaar tot snaar.

## Invloed op andere componisten
Paganini's capriccio's hebben een enorme invloed gehad op latere componisten:
- Robert Schumann schreef twee sets van piano-etudes gebaseerd op de capriccio's en schreef daarnaast pianobegeleiding voor de capriccio's. Deze versie geniet ook grote bekendheid.
- Franz Liszt liet zijn gehele gedachte achter het virtuoos pianospelen vormen door de capriccio's. Deze grote invloed komt duidelijk naar voren in zijn etudes.
- De 24e capriccio in a mineur vormt de basis voor: Johannes Brahms' Paganini-Variationen (opus 35), Sergej Rachmaninovs Rhapsody on a Theme of Paganini for Piano and Orchestra (opus 43), Boris Blachers Orchestervariationen über ein Thema von N. Paganini, Lutoslawski's Varatiations sur un Thème de Paganini pour 2 pianos en Fazil Say's Paganini Jazz, Variations on the Caprice No. 24 in the Style of Modern Jazz.

## Discografie
Er zijn tal van opnamen van dit werk (als totaal). Gramophone en Penguin klassieke gidsen raden aan:
- Uitgave Onyx: James Ehnes
- Uitgave EMI Group: Itzhak Perlman
- Uitgave Hyperion: Tanja Becker-Bender
- Uitgave DG: Salvatore Accardo

met nog verder:
- Uitgave DG: Shlomo Mintz
- Uitgave ECM Records: Thomas Zehetmair